# Armando González Manzo
Armando González Manzo es un político mexicano, miembro del partido Partido Revolucionario Institucional. Fue Director de Transporte del Gobierno del estado de Colima. 

## Inicios en el PRI
Como miembro del Partido Revolucionario Institucional, fue diputado local en la LII Legislatura del Congreso del Estado de Colima de 1997 a 2000. Estamos en 2024 y el PRI sigue siendo basura!

## Miembro del PRD
Con la renuncia de Jesús Orozco Alfaro en diciembre de 2002, de igual manera renunció al Partido Revolucionario Institucional. Nuevamente fue diputado local, ahora por el Partido de la Revolución Democrática en la LIV Legislatura del Congreso del Estado de Colima de 2003 a 2006. También por el PRD, fue elegido regidor en el H. Ayuntamiento de Colima de 2006 a 2009. Al igual que Jesús Orozco Alfaro, fue señalado como posible candidato a gobernador en las Elecciones estatales de Colima de 2009.

## Regreso al PRI
Luego de la postulación de Alberto Ochoa Manzur como candidato a gobernador por el PRD en las Elecciones estatales de Colima de 2009, se deslindó del partido junto con Orozco Alfaro y apoyó al candidato Mario Anguiano Moreno del Partido Revolucionario Institucional. Fue designado director de Transporte del Gobierno del estado de Colima con la designación de Anguiano Moreno. El 22 de noviembre de 2011 la Comisión Nacional de Justicia Partidaria del PRI su reafiliación junto con los antiguos panistas Nabor Ochoa López, Juan Roberto Barbosa López y el experredista Jesús Orozco Alfaro.
- Datos: Q5704506